# Liste der antiken Gold- und Silberschmiede

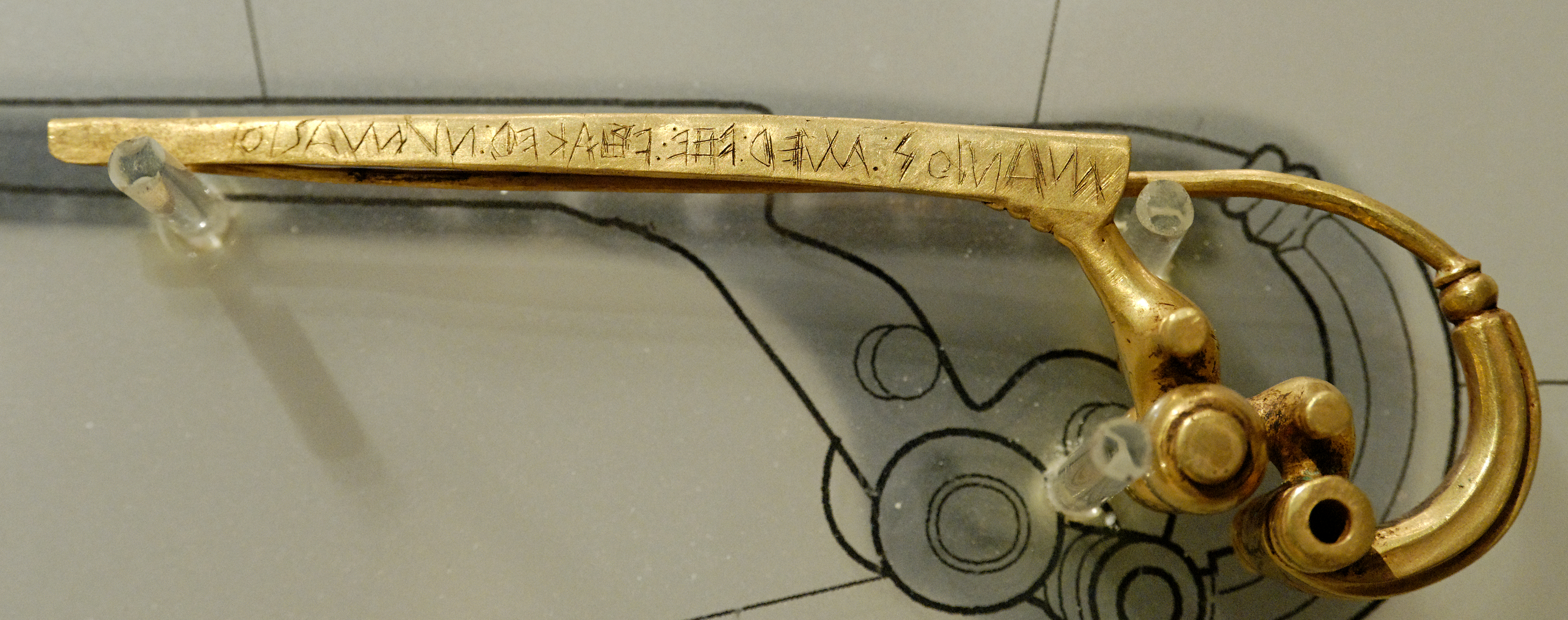
Signatur des Manios auf der Fibula Praenestina

Die Liste der antiken Gold- und Silberschmiede versammelt so vollständig wie möglich alle namentlich beziehungsweise durch einen Notnamen als Individuum gekennzeichneten Künstler, Kunsthandwerker und Handwerker, die als Bearbeiter von Edelmetallen (Gold, Silber, Elektron, Legierungen mit Edelmetallen) im Altertum, insbesondere, aber nicht nur dem antiken Griechenland und dem Römischen Reich gewirkt haben. Die Namen können entweder durch Signaturen auf Werkstücken, Inschriften auf anderen Schriftträgern, in literarischer Form oder deutlich seltener in anderer Weise überliefert worden sein. Die namentlich bekannten etwa 120 Kunsthandwerker reichen vom 7. Jahrhundert v. Chr. bis zum 7. Jahrhundert, überspannen somit also einen Zeitraum von etwas mehr als 1500 Jahren.
Zu den Edelmetallbearbeitern gehören Handwerker, die:
- mechanisch verformten (Treiben, Walzen, Hämmern, Ziehen, Prägen)
- Oberflächen verzierten (Ziselieren, Gravur und Punzierung)
- zerspanten (Drehen, Bohren, Fräsen und Schleifen)
- zusammenfügten (Schweißen und Löten)
- Oberflächen überzogen (Vergolden und Versilbern)
- granulierten
- gossen
- Edelmetalle mit anderen Materialien (Edel- und Halbedelsteine, Glas, Elfenbein und Anderem) verbanden

Vascularii (Gefäß- beziehungsweise Vasenhersteller) und corinthiarii (Geschirrwarte) sind in der Liste der antiken Toreuten und Metallarbeiter aufgeführt. Überschneidungen mit unklaren Trennlinien kann es mit den Toreuten und Schmieden ebenso geben wie mit den Münzstempelschneidern, Medailleuren und Gemmenschneidern. Diese bilden aber im Allgemeinen eigene Kategorien und werden in eigenen Listen erfasst, wobei manchmal Personen auch in mehreren Listen geführt werden können. Nicht in dieser Liste aufgeführt sind altägyptische Juweliere, die aufgrund der Masse der überlieferten Namen in einer eigenen Liste gesammelt werden. Früher fälschlich mit dem Gold- und Silberschmiedehandwerk assoziierte Personen werden zur Fehlerkorrektur ebenfalls in dieser Liste aufgeführt und entsprechend eingeordnet.

## Namentlich bekannte und mit Notnamen versehene Künstler
- Name: gibt die gängigste Namensform als Link und eventuell alternative Lesungen. Weitere Anmerkungen zum Namen finden sich unter Umständen in der Rubrik Anmerkungen
- Region: genauer oder ungefährer Wirkort, Fragezeichen zeigen vermutete Wirkorte an
- Zeit: zumeist geschätzte Wirkzeit des Handwerkers
- Überlieferung: Form der Überlieferung des Handwerkers:
  - B: durch bildliche Darstellung bekannt¹
  - E: durch epigraphische Quellen bekannt¹
  - L: durch literarische Quellen bekannt¹
  - P: durch papyrologische Quellen bekannt¹
  - Zahlen: Anzahl der bekannten (= signierten) überlieferten Werke; Zahlen in Klammer bedeuten umstrittene Zuweisungen
- Anmerkungen: wichtige Anmerkungen zu Identifikation, Schreibung oder Tätigkeit

¹ Nachweise über diese Personen sind im Allgemeinen nur in dieser schriftlichen beziehungsweise bildlichen Form überliefert, erhaltene Werke sind heute nicht mehr zuordenbar.
| Name                          | Region                                           | Zeit                                             | Überlieferung | Anmerkungen | Bild |
| ----------------------------- | ------------------------------------------------ | ------------------------------------------------ | ------------- | --- | ---- |
| Abbo von Limoges              | Limoges, Frankenreich                            | Ende des 6. / Anfang des 7. Jahrhunderts         | L             | |      |
| Aberit                        | Philae, Oberägypten                              | 2. Hälfte des 3. Jahrhunderts                    | E             | |      |
| Agathocules, Agathokles       | Tarraco, Hispanien                               | 1. Jahrhundert                                   | E             | inaurator (Vergolder) |      |
| Marcus Iulius Agathopus       | Rom                                              | 1. Hälfte des 1. Jahrhunderts                    | E             | aurifex; auch Marcus Iulius Agatopodes |      |
| Amantius                      | Rom                                              | 6. Jahrhundert                                   | E             | |      |
| Anaxiles                      | Ionien (?)                                       | 2. Hälfte des 5. Jahrhunderts v. Chr.            | 1             | Goldschmied oder Besitzer |      |
| Angelion                      | Griechenland                                     | Mitte 6. Jh. v. Chr.                             | L             | Goldelfenbeinarbeiter |      |
| Antipatros                    | Griechenland                                     | Hellenistisch                                    | L             | Existenz umstritten |      |
| Antoninus                     | Aquileia                                         | 4. Jahrhundert                                   | 1             | signierte eine Schale aus dem Schatz von Vinkovci |      |
| Gaius Antonius                | Oberitalien (?)                                  | frühes 1. Jahrhundert                            | 1             | |      |
| Apelles                       |                                                  | 2./1. Jahrhundert v. Chr.                        | L (4 ?)       | möglicherweise vier Stücke zuweisbar |      |
| Decimus Artorius Fructus      | Rom                                              | Kaiserzeit                                       | E             | |      |
| Athenades                     |                                                  | 2. Hälfte des 5. Jahrhunderts v. Chr.            | 1             | |      |
| Sextus Aurelius               | Nemausus (Nîmes), Gallien                        | 1. Jahrhundert                                   | E             | |      |
| Titus Aurelius Anicetus       | Rom                                              | Kaiserzeit                                       | E             | |      |
| Aurus                         | Augusta Raurica (Kaiseraugst), Germania superior | 1. Hälfte des 2. Jahrhunderts                    | (1)           | umstritten |      |
| Lucius Bittius Paulinus       | Mogontiacum (Mainz), Germania superior           | 2. Jahrhundert                                   |               | anularius (Ringmacher) |      |
| Bodvogenus                    | Britannien                                       | Kaiserzeit                                       | 1             | |      |
| Marcus Caedicius Iucundus     | Rom                                              | 1. Jahrhundert                                   | E             | |      |
| Camillius Paulus              | Aventicum (Avenches), Germania superior          | 2./3. Jahrhundert                                | E             | Sohn von Camillius Polynices |      |
| Camillius Polynices           | Aventicum (Avenches), Germania superior          | 2./3. Jahrhundert                                | E             | Vater von Camillius Paulus |      |
| Gaius Camonius Gratus         | Bononia (Bologna)                                | 1. Jahrhundert                                   | E             | anularius (Ringmacher) |      |
| Cheirisophos (Chirisophos)    | Italien                                          | Zeitenwende                                      | 2             | |      |
| Tiberius Claudius Hymenaeus   | Rom                                              | 1. Jahrhundert                                   | E             | |      |
| Tiberius Claudius Phaeder     | Rom                                              | 2. Jahrhundert                                   | E             | |      |
| Clodius                       | Rom                                              | 2. Hälfte des 1. Jahrhunderts (Flavier)          | L             | |      |
| Coattenus Lamirus             | Chioggia, Venetien                               | 2./3. Jahrhundert                                | E             | |      |
| Numerius Consius Dionysius    | Narbo Martius (Narbonne), Gallien                | 1. Jahrhundert                                   | E             | anularius (Ringmacher) |      |
| Lucius Cornelius Amandus      | Narbo Martius (Narbonne), Gallien                | 1. Jahrhundert                                   | E             | |      |
| Lucius Cornelius Optatus      | Narbo Martius (Narbonne), Gallien                | 1. Jahrhundert                                   | E             | |      |
| Gaius Cornelius Philonicus    | Narbo Martius (Narbonne), Gallien                | 1. oder 2. Jahrhundert                           | E             | |      |
| Crat(…)                       | Rom                                              | 1. Jahrhundert                                   | E             | |      |
| Gaius Cuspius Pansa           | Pompeji                                          | 1. Jahrhundert                                   | E             | fälschlich im Künstlerlexikon der Antike als Goldschmied geführt                                                                                           |      |
| Demetrios                     | Ephesos, Kleinasien                              | Mitte 1. Jahrhundert                             | L             | Person des Neuen Testaments |      |
| Demophon                      | Arkadien (?), Griechenland                       | wohl vor der Zeitenwende                         | L             | |      |
| Diome(…)                      | Athen                                            | 2. Hälfte des 4. Jahrhunderts v. Chr.            | E             | |      |
| Dipoinos                      | Sparta                                           | 1/2 6. Jh. v. Chr. (?)                           | L             | Goldelfenbeinarbeiter; auch Bildhauer ? |      |
| Dontas                        | Sparta                                           | 1/2 6. Jh. v. Chr. (?)                           | L             | Goldelfenbeinarbeiter; auch Bildhauer; möglicherweise identisch mit Medon                                                                                  |      |
| Dorykleidas                   | Sparta                                           |                                                  | L             | Goldelfenbeinarbeiter |      |
| Dromas                        |                                                  | Ende des 2. / Anfang des 1. Jahrhunderts v. Chr. | 1             | Ringgraveur |      |
| Eisas                         | Thessaloniki, Makedonien                         | Mitte des 4. Jahrhunderts                        | (1)           | signierte eine Schale aus dem Silberschatz von Kaiseraugst; Funktion umstritten                                                                            |      |
| Eligius von Noyon             | Limoges, Frankenreich                            | 1. Hälfte des 7. Jahrhunderts                    | L             | später Bischof |      |
| Epythycanus                   | Rom                                              | Augusteisch                                      | E             | aurifex |      |
| Eubulos                       | Rom                                              | 2. Jahrhundert                                   | E             | |      |
| Euethios                      | Thessaloniki, Makedonien                         | 2. Hälfte des 4. Jahrhunderts                    | 1             | signierte eine Schale aus dem Silberschatz von Kaiseraugst                                                                                                 |      |
| Eugenios                      | Aphrodisias                                      | 3.–5. Jahrhundert                                | E             | |      |
| Euporos                       | Persien (?)                                      | 2. Hälfte des 1. Jahrhunderts                    | 1             | |      |
| Euticius                      | Naissus (Niš), Illyrien                          | kurz vor 350 v. Chr.                             | 1             | signierte eine Schale aus dem Silberschatz von Kaiseraugst                                                                                                 |      |
| Flavius Nicanus               |                                                  | Anfang 4. Jahrhundert                            | 2             | |      |
| Fonteius Acantus              | Narbo Martius (Narbonne), Gallien                | 1. Jahrhundert                                   | E             | |      |
| Frixus                        | Patavium (Padua)                                 | Kaiserzeit                                       | E             | |      |
| Gaius Fulvius Phoebus         | Rom                                              | Vespasianisch                                    | E             | |      |
| Aulus Furius Seleucus         | Rom                                              | 1. Jahrhundert                                   | E             | |      |
| Furnius                       | Rom                                              | 2. Hälfte des 1. Jahrhunderts                    | L             | |      |
| Gelasius                      | Rom                                              | 3. Jahrhundert                                   | E             | inaurator (Vergolder) |      |
| Gratius                       | Rom                                              | 2. Hälfte des 1. Jahrhunderts                    | L             | |      |
| Gregorios                     |                                                  | 5.–6. Jahrhundert                                | (1)           | umstritten |      |
| Hedys                         | Rom                                              | augusteisch                                      | E             | |      |
| Hegylos                       | Sparta                                           | Mitte 6. Jh. v. Chr.                             | L             | Goldelfenbeinarbeiter |      |
| Helenus                       |                                                  | Kaiserzeit                                       | 1             | |      |
| Herakleidas                   | Unteritalien                                     | 2. Jahrhundert v. Chr.                           | 1             | Ringgraveur |      |
| Hilarus                       | Rom                                              | 1. Hälfte des 2. Jahrhunderts                    | E             | aurifex |      |
| Hlewagastiz                   | Südskandinavien                                  | um oder nach 400                                 | 1             | |      |
| Isodoros                      |                                                  | 5.–6. Jahrhundert                                | 1             | |      |
| Lucius Iulius Apolaustus      | Valencia, Hispanien                              | Kaiserzeit                                       | E             | argentarius vascularius |      |
| Laelius Erastus               | Pompeji                                          | 2. Hälfte des 1. Jahrhunderts                    | (2)           | Funktion umstritten |      |
| Laerkes                       | Pylos, Griechenland                              | mythisch                                         | L             | Vergolder |      |
| Lakonos                       |                                                  | 4. Jahrhundert                                   | 1             | |      |
| Marcus Livius Menander        | Rom                                              | augusteisch                                      | E             | |      |
| Mabuinus                      | Gallien                                          | 5. Jahrhundert                                   | L             | |      |
| Manios                        |                                                  | 2. Hälfte des 7. Jahrhunderts v. Chr.            | 1             | Schöpfer der Fibula Praenestina |      |
| Lucius Marcius                |                                                  | 3. Jahrhundert                                   | 1 (?)         | |      |
| Marius                        | Helvetien                                        | 6. Jahrhundert                                   | L             | |      |
| Marcus Mascianus              | Italien                                          | Kaiserzeit                                       |               | nicht Silberschmied, sondern Besitzer eines Silbergefäßes                                                                                                  |      |
| Martinus                      | Augusta Treverorum (Trier), Gallia Belgica       | 1. Hälfte des 4. Jahrhunderts                    | 1             | signierte eine Schale aus dem Silberschatz von Kaiseraugst                                                                                                 |      |
| Masumilla                     | Rom                                              | 4. Jahrhundert                                   | E             | |      |
| Maximus                       | Gallien                                          | frühes 4. Jahrhundert                            | (1)/E         | |      |
| Medamus                       | Gallien                                          | 1. Jahrhundert                                   | 1             | |      |
| Medon (Medontas ?)            | Sparta                                           | 1/2 6. Jh. v. Chr. (?)                           | L             | Goldelfenbeinarbeiter; auch Bildhauer; möglicherweise identisch mit Dontas                                                                                 |      |
| Mokianos                      | Herakleia Perinthos (Marmara Ereğlisi), Thrakien | 4./5. Jahrhundert                                | E             | |      |
| Quintus Mus. Primus           | Piacenza (?)                                     | 1. Jahrhundert                                   | E             | anularius (Ringmacher) |      |
| Nammonius Mussa               | Steiermark (?)                                   | 2. Jahrhundert                                   | B             | |      |
| Marcus Nerius Quadratus       | Rom                                              | 1. Jahrhundert (?)                               | E             | |      |
| Marcus Nerusius Vincentius    | Grosseto                                         | 3. Jahrhundert                                   | E             | |      |
| Nikon                         | Tarent (?), Unteritalien                         | um 200 v. Chr.                                   | 1             | |      |
| Nemerios Granonis Nymphodoros | Abakainon, Sizilien                              | 2. Jahrhundert v. oder n. Chr.                   | E             | |      |
| Marcus Obellius               | Praeneste                                        | Kaiserzeit                                       | E             | |      |
| Marcus Obellius Acastus       | Rom                                              | 1./2. Jahrhundert                                | E             | |      |
| Pausylypos                    | Thessaloniki, Makedonien                         | 4. Jahrhundert                                   | 2             | signierte zwei Objekte des Silberschatzes von Kaiseraugst, seine Rolle als Silberschmied, Werkstattbesitzer oder Kontrolleur ist jedoch dabei nicht sicher |      |
| Phidias                       | Griechenland                                     | 5. Jahrhundert v. Chr.                           |               | Bildhauer und Bildgießer, der auch mit Edelmetallen (Athena Parthenos, Zeus-Statue in Olympia) und Elfenbein (Chryselephantin-Technik) arbeitete           |      |
| Publius Philodamus Bassus     | Capua                                            | frühe Kaiserzeit                                 | E             | |      |
| Philomusus                    | Rom                                              | augusteisch                                      | E             | inaurator (Vergolder) |      |
| Phratres                      | Fayum, Ägypten                                   | 2. Jahrhundert v. Chr.                           | P             | Maler und Vergolder von Mumienmasken |      |
| […]nius Phryxus               | Padua (?)                                        | 1./2. Jahrhundert                                | E             | aurifex |      |
| Pompeia Helena                | Rom                                              | Kaiserzeit                                       | E             | eine von wenigen namentlich bekannten weiblichen Edelmetallhandwerkerinnen                                                                                 |      |
| Gnaeus Pompeius Fructus       | Rom                                              | 1. Jahrhundert                                   | E             | |      |
| Gnaeus Pompeius Iucundus      | Rom                                              | 1. Jahrhundert                                   | E             | |      |
| Proclus Maternus              |                                                  | 1. Hälfte 3. Jahrhundert                         | 1             | Toreut, der offenbar auch versilberte |      |
| Protogenes                    | Rom                                              | 1. Jahrhundert                                   | E             | |      |
| Psenobastis                   | Fayum, Ägypten                                   | 2. Jahrhundert v. Chr.                           | P             | Maler und Vergolder von Mumienmasken |      |
| Sanet(…)                      |                                                  | 1. Hälfte des 4. Jahrhunderts                    | 1             | auch Sanct(…) gelesen; signierte eine Schale aus dem Silberschatz von Kaiseraugst                                                                          |      |
| Santa-Eufemia-Meister         | Tarent                                           | 340/320 v. Chr.                                  | mehrere       | |      |
| Sellia Epyre                  | Rom                                              | 2./3. Jahrhundert                                | E             | aurivestrix, Goldstickerin |      |
| Lucius Sempronius Cephalius   | Rom                                              | Kaiserzeit                                       | E             | |      |
| Septicius                     | Rom (?)                                          | domitianisch                                     | L             | |      |
| Aulus Septicius Salvus        | Rom                                              | 1. Jahrhundert                                   | E             | |      |
| Serapa                        | Rom                                              | 1. Jahrhundert                                   | E             | eine von wenigen namentlich bekannten weiblichen Edelmetallhandwerkerinnen                                                                                 |      |
| Lucius Sicinius Priamus       | Rom                                              | 1. Jahrhundert                                   | E             | |      |
| Sindlis                       | Termessos, Pisidien                              | 2. Jahrhundert                                   | (1)           | Vergolder |      |
| Skyllis                       | Sparta                                           | 1/2 6. Jh. v. Chr. (?)                           | L             | Goldelfenbeinarbeiter; auch Bildhauer ? |      |
| Spiklos ([S]piklos)           | Nikomedia, Bithynien                             | 1. Hälfte des 4. Jahrhunderts                    | 1             | signierte eine Schale aus dem Silberschatz von Kaiseraugst                                                                                                 |      |
| Stephanus                     | Rom                                              | 1. Jahrhundert                                   | E             | |      |
| Tektaios                      | Griechenland                                     | Mitte 6. Jh. v. Chr.                             | L             | Goldelfenbeinarbeiter |      |
| Terent(…)                     | Serdica (Sofia), Dakien                          | 2. Hälfte des 4. Jahrhunderts                    | 1             | signierte eine Schale aus dem Silberschatz von Kaiseraugst                                                                                                 |      |
| Lucius Titius Optatus         | Capua                                            | flavisch                                         | E             | |      |
| Travius Argentillinus         | Amelia, Umbrien                                  | 1. Jahrhundert                                   | E             | |      |
| Trophymus (Trophimus)         | Amelia, Umbrien                                  | 1. Jahrhundert                                   | E             | anularius (Ringmacher) |      |
| Marcus Tullius Secundus       | Brindisi                                         | 1. Jahrhundert                                   | E             | anularius (Ringmacher) |      |
| Marcus Ulpius Dionysius       | Rom                                              | trajanisch                                       | E             | |      |
| Publicus Valerius Flaccus     | Rom                                              | Kaiserzeit                                       | E             | |      |
| Lucius Vettius Nymphius       | Rom                                              | 1. Jahrhundert                                   | E             | |      |
| Viccentia (Vicentia)          | Rom                                              | 3./4. Jahrhundert                                | E             | aurinetrix (Goldbortenwirkerin) |      |
| Zeuxis                        | Rom                                              | 1. Jahrhundert                                   | E             | |      |
| Zethos                        | Delphi                                           | 3. Jahrhunderts v. Chr.                          | 1             | Vergolder, vielleicht auch Bildhauer |      |
| Zopyros                       |                                                  | Mitte des 1. Jahrhunderts v. Chr.                | L             | |      |
| Zosimos                       | Thessaloniki, Makedonien                         | 4. Jahrhundert                                   | 1             | signierte eine Schale aus dem Silberschatz von Kaiseraugst                                                                                                 |      |